# Towarzystwo Nauczycieli Szkół Średnich i Wyższych
Towarzystwo Nauczycieli Szkół Średnich i Wyższych (TNSW) – organizacja zawodowa nauczycielstwa polskiego z siedzibą Zarządu Głównego w Warszawie.

## Historia

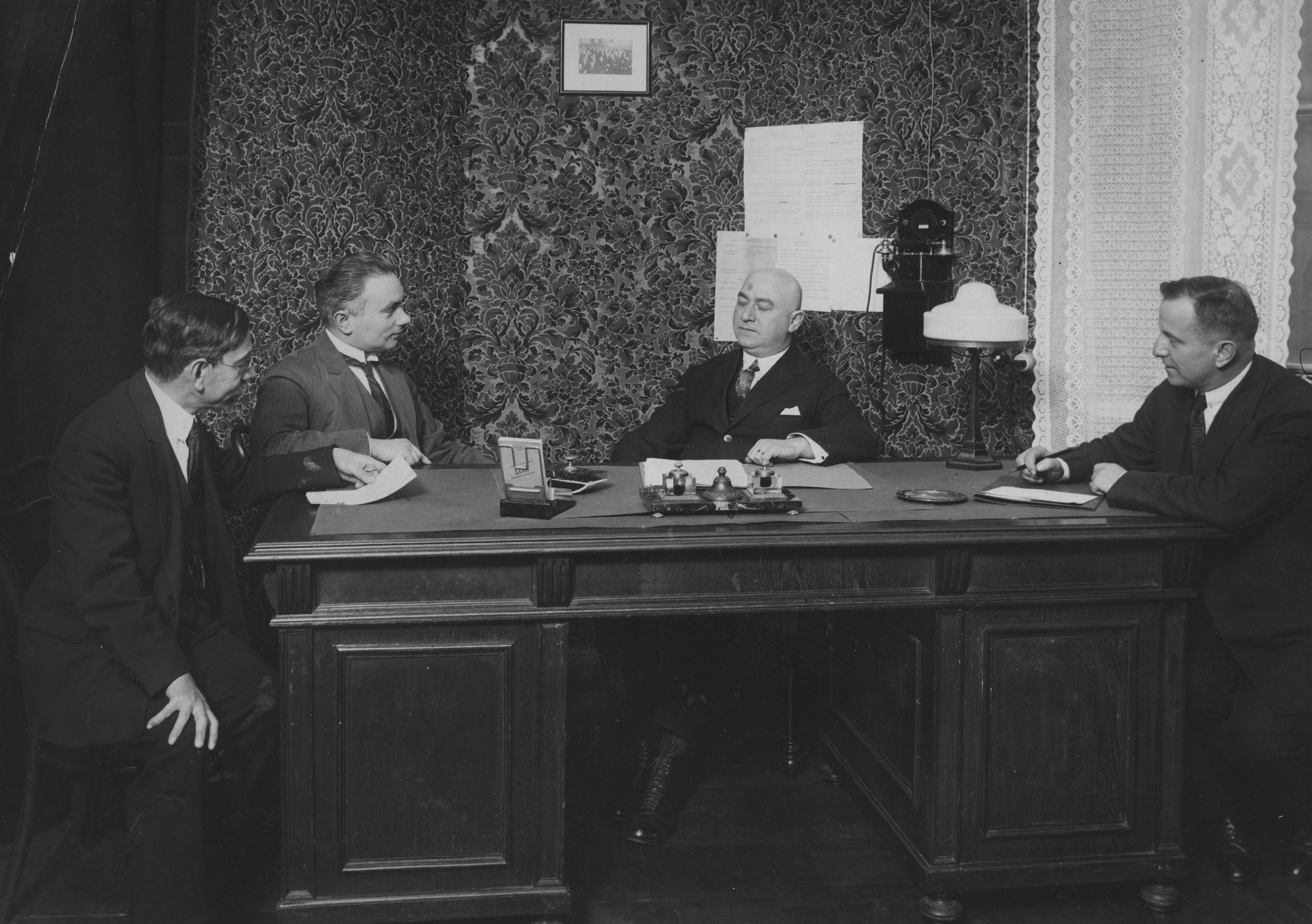
Członkowie Zarządu Głównego TNSW w 1927. Siedzą od lewej: Henryk Galle, Władysław Kopczewski, Emanuel Łoziński, Romuald Mańkowski

Towarzystwo zostało założone w dniach 28-30 grudnia 1919 z połączenia Towarzystwa Nauczycieli Szkół Wyższych z Galicji i Stowarzyszenia Nauczycielstwa Polskiego z Królestwa Polskiego. Na czele stał Zarząd Główny, a podlegały mu Zarządy Okręgowe. Okręgi pokrywały się z obszarami kuratoriów. Na terenie kraju istniało do 200 Kół Miejscowych podporządkowanym Zarządom Okręgowym. W ramach Kół istniały sekcje. TNSW zrzeszało od 5 do 7 tysięcy członków (W latach trzydziestych część członków odeszła do Związku Nauczycielstwa Polskiego). Celami organizacji było doskonalenie zawodowe i obrona interesów nauczycieli. W ramach działalności Towarzystwa zajmowani się też niesieniem pomocy materialnej. Towarzystwo oficjalnie było apolitycznie, lecz faktycznie było pod wpływem Narodowej Demokracji, choć część członków popierała Chrześcijańską Demokrację, a w latach trzydziestych także sanację.
Towarzystwo prowadziło: Muzeum Szkolne we Lwowie, Bibliotekę Naukowo-Pedagogiczną w Warszawie i Instytut Pedagogiczny w Łodzi. Było związane z „Książnicą-Atlas”.
Do czołowych działaczy należeli Paweł Sosnowski (prezes), Emanuel Łoziński (sekretarz generalny), Ludwik Jaxa-Bykowski, Jan Kornecki, Tadeusz Mikułowski, Kazimierz Brończyk, Władysław Kopaczewski.

## Czasopisma
- „Kultura i Wychowanie”
- „Muzeum”
- „Przegląd Pedagogiczny”